# 藍寶堅尼Estoque
藍寶堅尼Estoque（西班牙語：Lamborghini Estoque）是藍寶堅尼生產的一輛概念車，與當前藍寶堅尼生產的中置引擎雙人座跑車有所不同，為一輛四門轎車。
Estoque於2008年巴黎車展首次亮相。Estoque是繼LM002多用途車後的首輛藍寶堅尼前置引擎車。經介紹，它是「一個價值23萬美元四門轎車的概念」。儘管一直有著輿論猜測Estoque的引擎可能會改由V12、V8，甚至是藍寶堅尼品牌總監曼弗雷德·菲茨杰拉德（Manfred Fitzgerald）所提議的混合動力或渦輪增壓柴油引擎，但它當前的配置仍是5.2升V10引擎。
與其他藍寶堅尼跑車命名法則相同，Estoque得名於鬥牛運動及其傳統：Estoque是一種傳統上由鬥牛士使用的劍。

## 生產方面的推測
據2009年3月22日的報導指出，藍寶堅尼Estoque的車產計畫將被取消。藍寶堅尼高層對此作出回應，表示Estoque還未達到生產規劃階段，且是否生產Estoque的決定也一直受到銷售與營銷方面的考慮而延遲。藍寶堅尼董事長斯蒂芬·溫克爾曼（Stephan Winkelmann）表明生產四門的藍寶堅尼是有可能的，並指出Estoque是藍寶堅尼在跑車市場外的一個機會。然而，溫克爾曼卻表示藍寶堅尼沒有計畫要生產Estoque，它僅是一輛概念車。

## 外部連結
- Photo gallery of the Estoque （页面存档备份，存于） - hosted by Autoblog
- conceptcarz.com （页面存档备份，存于）